# Salemsleden

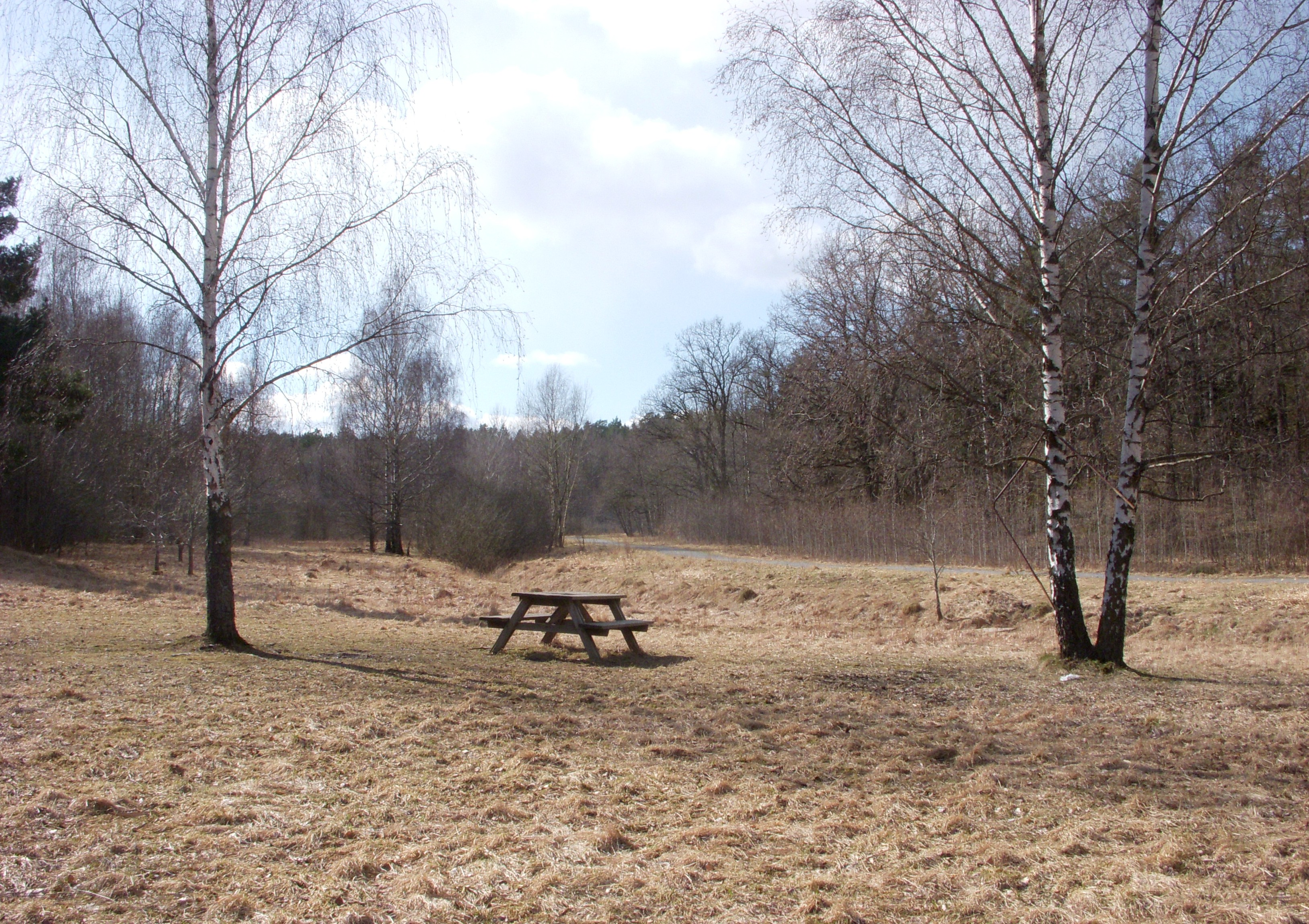
Det tidigare trafikreservatet i Hagsätraskogens naturreservat.

Salemsleden var en huvudtrafikled som planerades på 1960-talet. Leden skulle bli en ny södra infart till och från Stockholm och sammankoppla Huddingevägen med Södertörnsleden.

## Historik

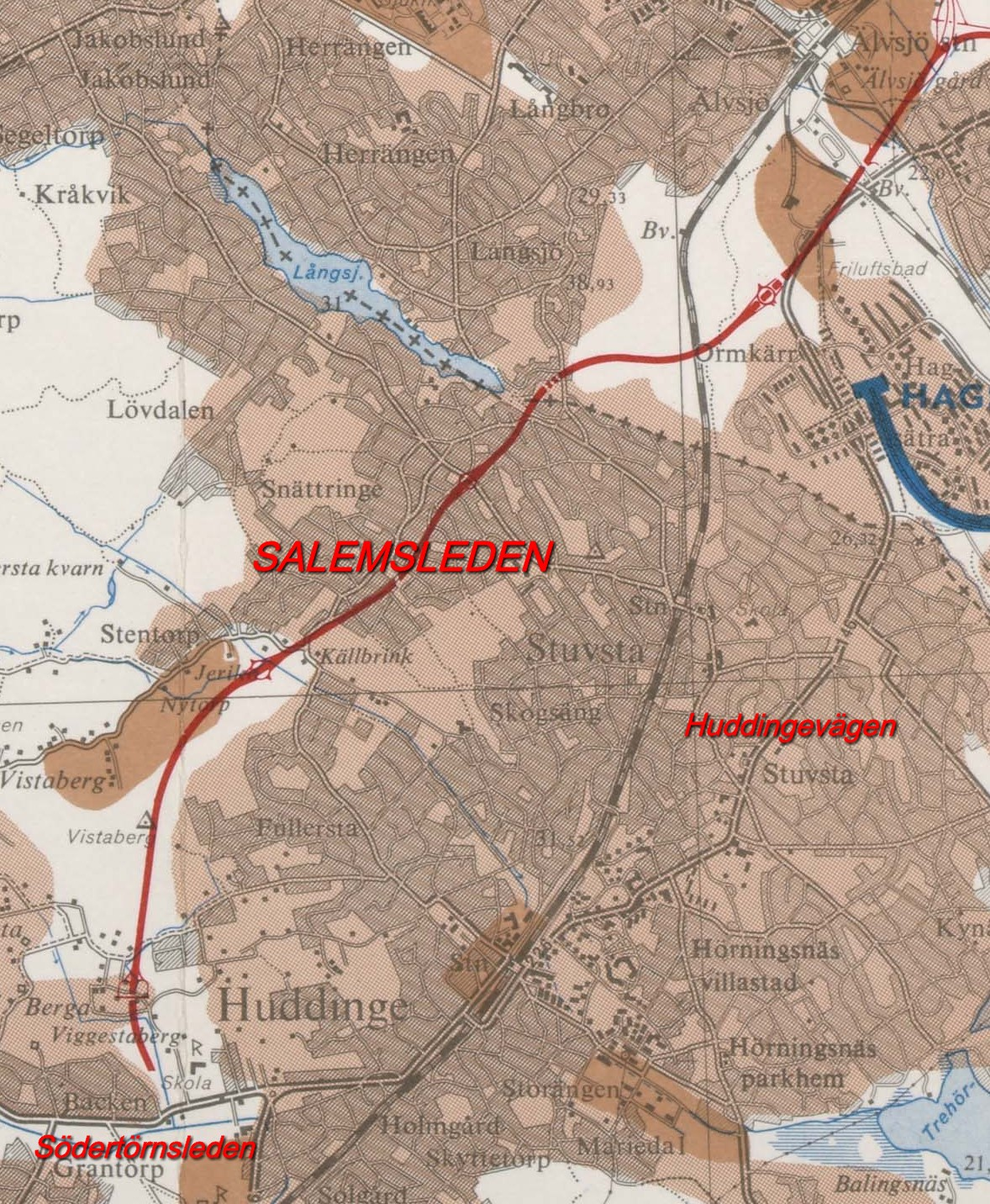
Salemsleden enligt Tunnelbaneplan för Stockholm 1965.

Salemsleden (även Salemsvägen) planerades i samband med 1960 års trafikplan. Enligt denna plan skulle en helt ny trafikled med motorvägsstandard anläggas. Den norra delen med anslutning till Årstalänken / Södra länken / Ringled Stockholm utgjordes av en utbyggd Huddingevägen som förbereddes för Salemsledens anslutning i den tvära kurvan vid Älvsjö industriområde, strax norr om Ormkärr. Här skulle Salemsleden sträcka sig i sydvästlig riktning över Älvsjöskogens grönområden. En fortsättning mot norr och öster om stambanan planerades också som fick arbetsnamnet Brännkyrkaleden. Den delen byggdes och heter idag Åbyvägen. 
Leden gick sedan förbi östra spetsen av Långsjön, där den skulle kopplas till Svartlösavägen, Stambanevägen och Häradsvägen. Sedan sträckte den sig genom Stuvsta-Snättringe och Vistaberg för att sedan ansluta till nuvarande Södertörnsleden mellan Glömsta och Sjödalen-Fullersta.
Planeringen för Salemsleden hade kommit en bit på väg, exempelvis fanns över Älvsjöskogens mark ett trafikreservat i samtida stadsplaner och stambanans viadukt byggdes. I detaljplanen (Dp. 8487) från juli 1987 föreslogs att bevara Östra Älvsjöskogen som rekreationsområde och trafikreservatet slopades.